# Hail, Hail
Hail, Hail è la traccia numero due del quarto album dei Pearl Jam, No Code; per supportarlo, la band suonò la canzone al David Letterman Show. Nel 1996, fu pubblicata come singolo esclusivamente per il Giappone, l'Australia, il Canada e l'Europa. Il singolo contiene la b-side "Black, Red, Yellow" che sarà inclusa nella tracklist di Lost Dogs, mentre "Hail, Hail" sarà in Rearviewmirror: Greatest Hits 1991-2003.

## Significato del testo
Il testo di "Hail, Hail" si riferisce a due persone in una relazione tumultuosa, in lotta per salvarla.

## Formati e tracklist
- Compact Disc Single (Austria, Australia, Canada, Japan, e Sud Africa)
  1. "Hail, Hail" (Stone Gossard, Eddie Vedder, Jeff Ament, Mike McCready) – 3:44
  2. "Black, Red, Yellow" (Vedder) – 2:59
    - Inedita